# Horka (okres Chrudim)
Obec Horka se nachází v okrese Chrudim v kraji Pardubickém. Žije zde 435 obyvatel.

## Historie
První písemná zmínka o obci pochází z roku 1452.

## Rybníky
V jižní části obce se nachází rybník o rozloze 0,164 hektarů s molem. Horecký rybník (největší na Chrudimsku v katastru Chrasti) je větší a má ostrůvek. Jeho velikost je zhruba kolem 31 hektarů.

## Části obce
- Hlína
- Horka
- Mezihoří
- Silnice

V letech 1964–1991 k obci patřil i Smrček.

## Silnice
Horkou prochází silnice 2. třídy s číslem 355. Silnice je také vesnice 1,3 km od Horky u Chrudimi.

## Doprava
Horkou u Chrudimi prochází železniční trať, vlak zde staví na znamení. Horka má dva přejezdy, oba dva se závorami. Autobusová zastávka stojí vedle železniční stanice a na křižovatce u Hostince.
Horkou prochází silnice II/355.

## Památky

### Kaple sv. Anny
Kaple sv. Anny, postavená v roce 1782 (letopočet 1802 nad vstupem označuje datum opravy), se nachází na mírném vršku po levé straně silnice z Chrasti do Hlinska. Uvnitř prosté stavby s věžičkou, na níž je umístěn zvon pořízený obcí roku 1919 místo původního zvonu o váze 32 kg a s reliéfem sv. Jana Nepomuckého z roku 1868, který byl zrekvírován pro válečné účely 15. dubna 1917, se nacházejí varhany, oltářní obraz sv. Anny s Pannou Marií a sv. Josefem z 18. století a Křížová cesta.

### Pomník partyzána Pazdery
Pomníček partyzána Pazdery se nachází vedle prodejny potravin po levé straně silnice Chrast – Hlinsko ve směru na Hlinsko. Stojí na místě, kde v noci ze 6. na 7. května 1945 padl v přestřelce při přepadení německé posádky, usazené v horecké škole, člen partyzánské skupiny Luže - Hroubovice Josef Pazdera, zahradník z Hroubovic. Pamětní deska na pomníčku nese tento nápis: Zde padl za svobodu naší vlasti statečný její syn Josef Pazdera 6.5.1945.

### Smírčí kříž
Smírčí kříž, který se nachází na kraji lesa na levé straně silnice z Chacholic do Horky asi 300 m od západního okraje Horeckého rybníka. Kamenný kříž je vysoký asi 60 cm. Je na něm dosud patrná vytesaná lebka se zkříženými hnáty a začátek letopočtu 16??. Místo, kde se nachází, působí dost tajemně. Ke vzniku kříže se vážou různé pověsti. Podle jedné zde blesk zabil mladou dívku, podle druhé tady sedlák zastřelil svého pacholka. U kříže se prý zjevuje přízrak ženy oblečené v bílém a i za větrného počasí se zde nepohne ani lísteček. Jeho rozměry jsou 88 x 57 x 25 cm, s dole se rozširujícím kmenem a s málo znatelnou rýhou kopírující kmen a hlavu. Pro patce kríže je pěkně vyvedený pozitivní reliéf umrlcí hlavy a dva lidské hnáty krížem položené. Dle knihy Chrudimsko a Nasavrcko z roku 1912 zde byl prý na pocátku 19. století bleskem zabit jistý soused z Horky.
Zdroj informací: Mestská knihovna Skutec

### Kamenný kříž
Pískovcový kříž s ukřižovaným Kristem se nachází na křižovatce na začátku obce ve směru od Chrasti po pravé straně. Na podstavci je napsáno věnování: „Ke cti a slávě Boží věnovali manželé Jos. a Fr. Dvořákovi z Horky L.P.1898“ a verš z Jeremiáše 1.,12.: „Ó, vy všickni, kteříž jdete cestou, pozorujte a vizte, jestli bolest jako bolest má.“

### Socha sv. Jana Nepomuckého
Barokní pískovcová socha sv. Jana Nepomuckého, vytvořená neznámým umělcem v 18. století, se nachází naproti kaple sv. Anny v zahrádce rodinného domku po pravé straně silnice z Chrasti do Hlinska. Na zadní straně podstavce jsou vytesány dva letopočty: 1842 a 1902.

### Špýchar
Památkově chráněný špýchar, který byl postaven v roce 1849, jak hlásá letopočet na jeho štítě, se nachází u domu č. p. 23 v ulici za místní prodejnou. Jednopatrová budova s trojbokým štítem je místními nazývána špejchar u Sládků.

### Pomník padlým v první světové válce
Pomník padlým první světové války se nachází po levé straně silnice Chrast – Hlinsko ve směru Hlinsko před požární nádrží. Pomník, který tvoří pískovcová socha truchlící ženy a žulový podstavec, je dílem sochaře Jaroslava Znojemského z Vysokého Mýta. Pomník byl odhalen 28. 9. 1921. Jeho zhotovení stálo 8 590 Kč. Pomník, jenž nese tento nápis: „Těm, přes jejichž mrtvoly zlatá svoboda do naší vlasti kráčela, padlým vojínům z Horky ve válce světové“, připomíná 21 padlých horeckých mužů, jejichž fotografie jsou součástí pomníku. Nápis byl za okupace na příkaz německých úřadů odstraněn. Obnoven byl až v roce 1985.